# Vermiviatum covidum
Vermiviatum
Genre
Espèce
Vermiviatum covidum, unique représentant du genre Vermiviatum, est une espèce de vers plats terrestres de la famille des Geoplanidae (sous-famille des Bipaliinae). Son nom fait référence à la pandémie à Covid-19 durant laquelle elle a été décrite.

## Étymologie
Le nom de genre Vermiviatum est dérivé du latin vermis, ver et viator, voyageur, et fait référence à la présence de V. covidum en dehors de l'aire de répartition d'origine de la sous-famille des Bipaliinae.
L'espèce est nommée en référence au Covid-19, du fait de sa découverte en 2020 pendant la pandémie mondiale.

## Description
La longueur de Vermiviatum covidum varie de 20 à 30 mm. Ce ver plat se caractérise par une tête en forme de rein et un corps d'une couleur noire, évoquant du métal liquide.

## Aire de répartition
L'origine géographique de Humbertium covidum est inconnue, mais l'espèce vient vraisemblablement d'Asie. L'espèce est documentée dans les Pyrénées-Atlantiques (France) et en Italie. Elle a dû arriver en Europe dans la terre de plantes en pot. En Italie, elle a montré une capacité à pulluler, l'espèce est donc potentiellement envahissante. Ce ver plat pourrait aussi être présent en Russie, Chine et Japon.
En février 2022, l'espèce n'a été jusque là signalée en France que dans deux communes des Pyrénées-Atlantiques. Mais étant petite et noire, elle pourrait être présente ailleurs sans avoir été repérée.

## Alimentation
Vermiviatum covidum se nourrit notamment de petits escargots, tels que Cochlicopa lubrica. L'espèce est de manière générale prédatrice de la faune du sol, mais son régime alimentaire est encore très partiellement connu.

## Génétique
L'espèce a été caractérisée sur la base d'une étude comparative des génomes mitochondriaux de plusieurs espèces de vers plats Geoplanidae. Son génome mitochondrial  est long de 15 500 paires de bases et contient douze gènes codant des protéines, deux codant de l'ARN ribosomal et vingt et un codant de l'ARN de transfert.

## Systématique
L'espèce Vermiviatum covidum a été décrite en 2022 sous le nom Humbertium covidum par Jean-Lou Justine, Romain Gastineau (d), Pierre Gros (d), Delphine Gey (d), Enrico Ruzzier (d), Laurent Charles (d) & Leigh Winsor (d). En 2023, Eduard Solà et Ronald Sluys l'ont classé dans un nouveau genre en la renommant Vermiviatum covidum.
Le nom valide complet avec auteur de ce taxon est donc Vermiviatum covidum (Justine, Gastineau, Gros, Gey, Ruzzier, Charles & Winsor, 2022) Sola & Sluys, 2023, et cette espèce a pour synonyme Humbertium covidum Justine, Gastineau, Gros, Gey, Ruzzier, Charles & Winsor, 2022. Le nom valide complet avec auteur du genre est Vermiviatum Solà & Sluys, 2023.

### Publication originale
(en) Jean-Lou Justine, Romain Gastineau, Pierre Gros, Delphine Gey, Enrico Ruzzier, Laurent Charles et Leigh Winsor, « Hammerhead flatworms (Platyhelminthes, Geoplanidae, Bipaliinae): mitochondrial genomes and description of two new species from France, Italy, and Mayotte », PeerJ, PeerJ Publishing (d), vol. 10,‎ 1er février 2022, e12725 (ISSN 2167-8359, OCLC 793828439, DOI 10.7717/PEERJ.12725, lire en ligne).